# Hans Lüdecke
Hans Lüdecke (* 28. September 1896 in Zerbst; † 18. Januar 1972 in Göttingen) war ein deutscher Pflanzenbauwissenschaftler. Von 1953 bis 1966 leitete er als Direktor und Professor das neu gegründete Institut für Zuckerrübenforschung in Göttingen.

## Leben
Hans Lüdecke besuchte die Gymnasien in Köthen und Dessau. Nach dem Abitur zog er in den Ersten Weltkrieg, aus dem er als Offizier heimkehrte. Nach der landwirtschaftlichen Lehre auf einem Gut der Zuckerfabrik Glauzig studierte er seit dem Sommersemester 1920 Agrarwissenschaft und  Betriebswirtschaft an der Universität Halle. Bei seinem Corps Palaiomarchia klammerte er die Erste Charge. 1923 promovierte er in Halle  mit einer betriebswirtschaftlichen Arbeit über den Anbau von Zuckerrüben. Dann führte ihn sein Weg als wissenschaftlicher Assistent an die Landwirtschaftliche Versuchsstation Bernburg/Saale. Dort übernahm er später die Leitung der Abteilung für Feld- und Gefäßversuche. 1939 wurde er zum Professor und gleichzeitig zum Direktor der traditionsreichen Versuchsstation ernannt, die als Arbeitsstätte von Hermann Hellriegel bereits vor der Jahrhundertwende weit über die Grenzen Deutschlands bekannt geworden war.
Im Zweiten Weltkrieg wurde Lüdecke wieder Soldat. Als Major und Kommandeur der Versuchsabteilung bei der Pionierschule Dessau-Roßlau kam er in Kriegsgefangenschaft. Nach der Entlassung ging er nach Braunschweig und übernahm 1946 die Planung des Zuckerrübenanbaus in Niedersachsen. Nun erst begann Lüdeckes Lebenswerk; denn alle Forschungs- und Versuchsstationen für den Rübenanbau lagen im Osten, besonders in Sachsen-Anhalt. Die Zuckerfabriken der drei westlichen Zonen schlossen sich im Verein der Zuckerindustrie zusammen. In seinem Auftrag errichtete Lüdecke 1947 eine „Forschungsstelle für Zuckerrübenbau“ auf dem Versuchsgut Holtensen der Universität Göttingen. Diese Versuchsstation wurde zur Keimzelle für das 1953 in Göttingen gegründete Institut für Zuckerrübenforschung, dem Lüdecke als Direktor bis 1966 vorstand. Unter seiner Leitung entwickelte sich das Institut zum zentralen Forschungszentrum auf dem Gebiet des Zuckerrübenbaus in der Bundesrepublik Deutschland.
Lüdecke prägte den Begriff des „bereinigten Zuckerertrages“ als Bewertungsgröße für die Leistung der Zuckerrübe. Eine große Anzahl von Veröffentlichungen dokumentieren seine vielseitige, stets praxisbezogene Tätigkeit auf dem Gebiet der Zuckerrübenforschung. Sein erstmals 1953 erschienenes Buch Zuckerrübenanbau. Ein Leitfaden für die Praxis galt für lange Zeit als ein Standardwerk. Seit 1948 war Lüdecke Mitherausgeber der Zeitschrift „Zucker“. An der Technischen Hochschule Braunschweig und an der Universität Göttingen hielt er Vorlesungen über aktuelle Themen aus dem Gebiet der Zuckerrübenforschung. Die Deutsche Landwirtschafts-Gesellschaft ehrte ihn 1961 durch die Verleihung der Silbernen Max-Eyth-Gedenkmünze.
Das damals in Kiel ansässige Corps Masovia verlieh ihm 1960 das Band.

## Schriften
- Zuckerrübenbau. Ein Leitfaden für die Praxis. Verlag Paul Parey Hamburg und Berlin 1953, 2. Auflage 1961.
- Der Begriff des „bereinigten Zuckerertrages“ als Bewertungsgröße für die Leistung der Zuckerrübe. In: Landwirtschaftliche Forschung. Band 7, 1954/55, S. 24–30.
- mit Christian Winner: Farbtafelatlas der Krankheiten und Schädigungen der Zuckerrübe. DLG-Verlag, Frankfurt (Main) 1959, 2. Auflage 1966.
- mit Christian Winner: Das Institut für Zuckerrübenforschung in Göttingen – Geschichte und Aufgaben. In: Neues Archiv für Niedersachsen. Band 14, 1965, S. 87–94.